# Flaggenvorfall von Nagasaki
Als Flaggenvorfall von Nagasaki (jap. 長崎国旗事件, Nagasaki kokki jiken, chinesisch 長崎國旗事件 / 长崎国旗事件, Pinyin Chángqí guóqí shìjiàn) wird ein Ereignis am 2. Mai 1958 bezeichnet, bei dem eine japanische ultranationalistische Gruppierung (Uyoku) die Flagge der Volksrepublik China bei einer Handelsmesse in Nagasaki entwendete, was zur Belastung der japanisch-chinesischen Beziehungen im Frühstadium der Normalisierung führte.
Dieser Vorfall ereignete sich vor dem Hintergrund von Normalisierungsverhandlungen zwischen Japan und der Volksrepublik China. Der chinesische Verhandler im damaligen Büro für Außenbeziehungen Liao Chengzhi hatte im Februar 1958 Ikeda Masanosuke in Peking empfangen, um über Handel und das Hissen der Flagge der Volksrepublik zu sprechen. In diesen Verhandlungen nahm die chinesische Seite eine sehr harte Haltung ein. Mao Zedongs Großer Sprung nach vorn hatte gerade begonnen, man versprach sich schnelle wirtschaftliche Erfolge und lehnte die Notwendigkeit zu internationaler Zusammenarbeit ab. Die japanische Regierung ratifizierte das Verhandlungsergebnis nur unter Bedingungen, um eine faktische Anerkennung der Volksrepublik zu vermeiden. Nach dem Zweiten Weltkrieg hatte Japan diplomatische Beziehungen zur Republik China auf Taiwan aufgenommen und im Jahr 1952 einen Friedensvertrag unterzeichnet. Die chinesische Seite war empört, was in Japan als unverhältnismäßig betrachtet wurde.
Der Flaggenvorfall hatte erhebliche diplomatische Konsequenzen, da die politische Führung der Volksrepublik die japanische Regierung dafür verantwortlich machte, nicht für ausreichende Sicherheit gesorgt zu haben. Der Täter wurde wegen Sachbeschädigung verurteilt und nicht, wie von Peking gefordert, wegen Schändung der nationalen Symbole eines anderen Staates. Peking nutzte den Vorfall als Vorwand, das Handelsabkommen – es war das vierte derartige nichtstaatliche Abkommen – nicht umzusetzen, alle anderen Handelsverträge einseitig zu kündigen und weitere Gespräche abzusagen.
Vor dem Hintergrund der sich ändernden internationalen Lage – der sowjetische Staatschef Nikita Sergejewitsch Chruschtschow hatte US-Präsident Eisenhower besucht, um die Spannungen zwischen den Supermächten zu entschärfen, das chinesisch-sowjetische Zerwürfnis bahnte sich an und die Beziehungen zu Chinas südlichen Nachbarn verschlechterten sich – nahmen beide Seiten die Gespräche im Folgejahr wieder auf. Die Gespräche führten zum Liao-Takasaki-Memorandum im Jahre 1962.